# Pastor belga malinois
El pastor belga malinois, o pastor belga de Malinas, es una de las cuatro variedades de la raza canina de pastor belga. Su nombre proviene de la ciudad belga de Malinas —en neerlandés Mechelen, en francés Malines—, localidad que lo vio surgir. Si bien todavía se utilizan en el pastoreo, sus principales funciones son: perro policía, perro militar, perro de defensa y seguridad, perro guardián, perro de búsqueda y rescate, entre otras funciones, según el uso que le den las fuerzas armadas y cuerpos de seguridad alrededor del mundo.
Esta variedad de pastor belga es una raza de utilidad apreciada por adiestradores de perros de trabajo y la gente que participa en diferentes pruebas de competición como schutzhund y agility. Además de su faceta civil, también es usado con frecuencia por las fuerzas armadas, cuerpos de seguridad del Estado y ejércitos alrededor del mundo. Debido a sus habilidades y excelente disposición para el trabajo es utilizado por una gran mayoría de estos organismos —incluyendo a la policía alemana—.

## Historia

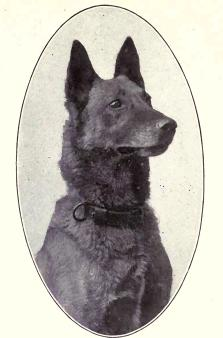
Fotografía de 1915 de un pastor belga malinois.

El primer estándar de esta variedad fue redactado por el profesor Reul, del Club du Chien de Berger Belge, siendo aprobado en 1892. La apariencia, aptitudes y la mayoría de las características físicas redactadas en este estándar, son casi idénticas a las actuales. Sus orígenes son los mismos que los perros de pelo duro.
Con gran fama y utilizados ampliamente en el campo en Bélgica y Francia, los primeros pastores belga malinois en América llegaron a Estados Unidos en 1907, para ser usados por la policía, gracias a sus características temperamentales.
Su desarrollo está muy ligado al deporte, en especial al Ring Francés y su difusión a nivel mundial. De hecho, en 1900 se organizaron las primeras pruebas con salto de obstáculos, obediencia y un programa de mordida, ya para 1909 en París, se realiza el Primer Campeonato Mundial de Ring, a partir del cual, se lleva a cabo cada año.

## Apariencia general
El pastor belga malinois comparte estándar con las otras tres variedades de pastor belga, diferenciándose de estas sólo en la longitud, tipo y color del pelo. Su pelo es corto y duro en todo el cuerpo, sin presentar flecos en las extremidades ni en la cola, el color es marrón carbonado y presenta máscara melanística en la cara. Su constitución robusta le permite adaptarse fácilmente a la vida al aire libre y soportar las condiciones ambientales de climas tan difíciles como el belga.

## Carácter

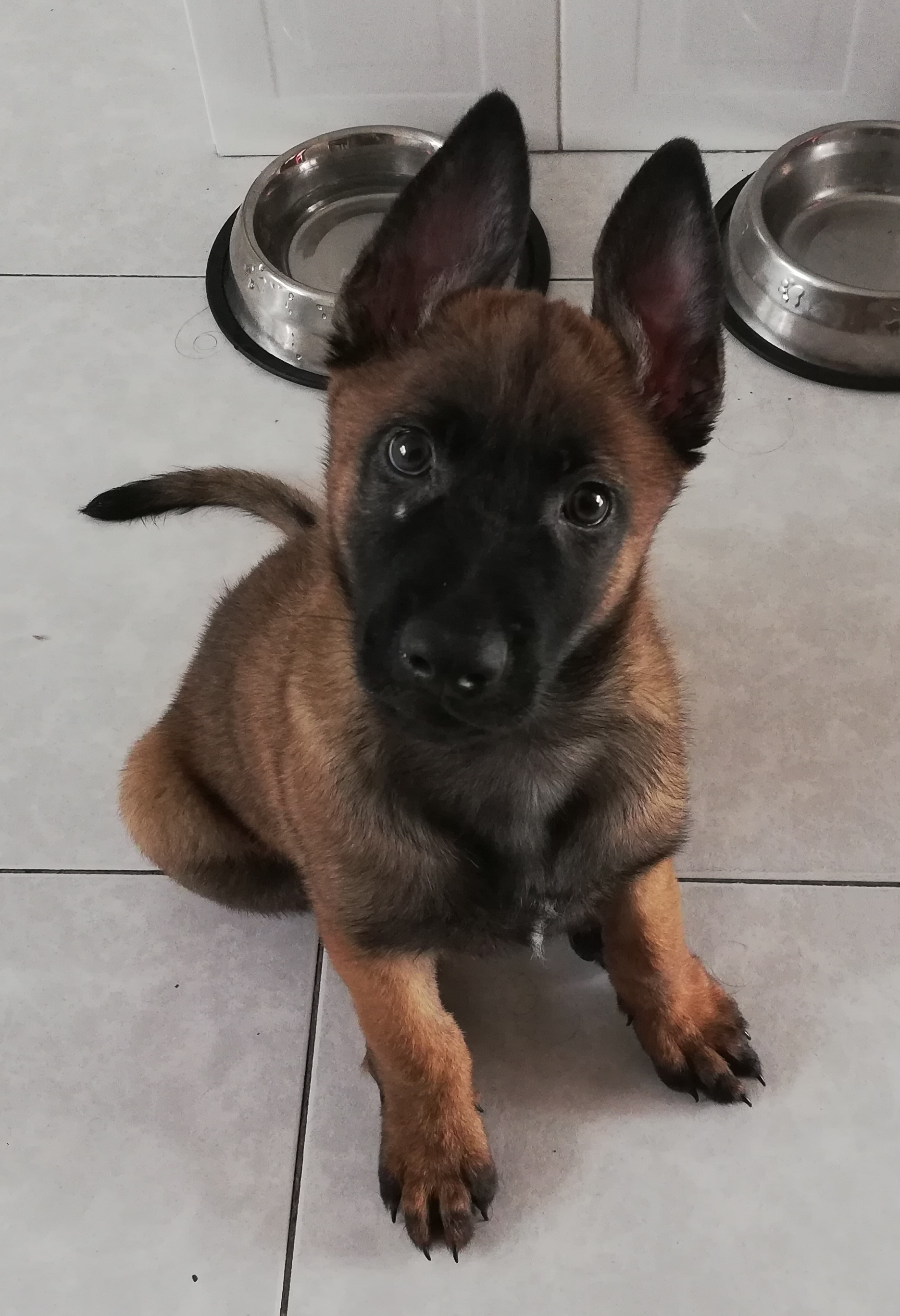
Cachorro de tres meses.

Hace más de cuatro décadas que las líneas de belleza y trabajo no se mezclan entre sí. El belga malinois es ante todo una raza de utilidad y si por algo se está dando a conocer en todo el mundo es por sus buenos atributos para el trabajo sin dejar de ver que no es un perro que resista todo terreno, en fuerza es superado por el pastor alemán, pero sigue siendo un perro ejemplar. Por tanto: no es una variedad cuya crianza vaya orientada prioritariamente a la tipicidad oficial que marca el estándar, es decir: la belleza. Esto explica que su estándar cuente con un margen bastante amplio comparado con otras razas clasificadas por la FCI, es por ello que no debe extrañar el encontrarse con ejemplares que difieren en tamaño y altura.

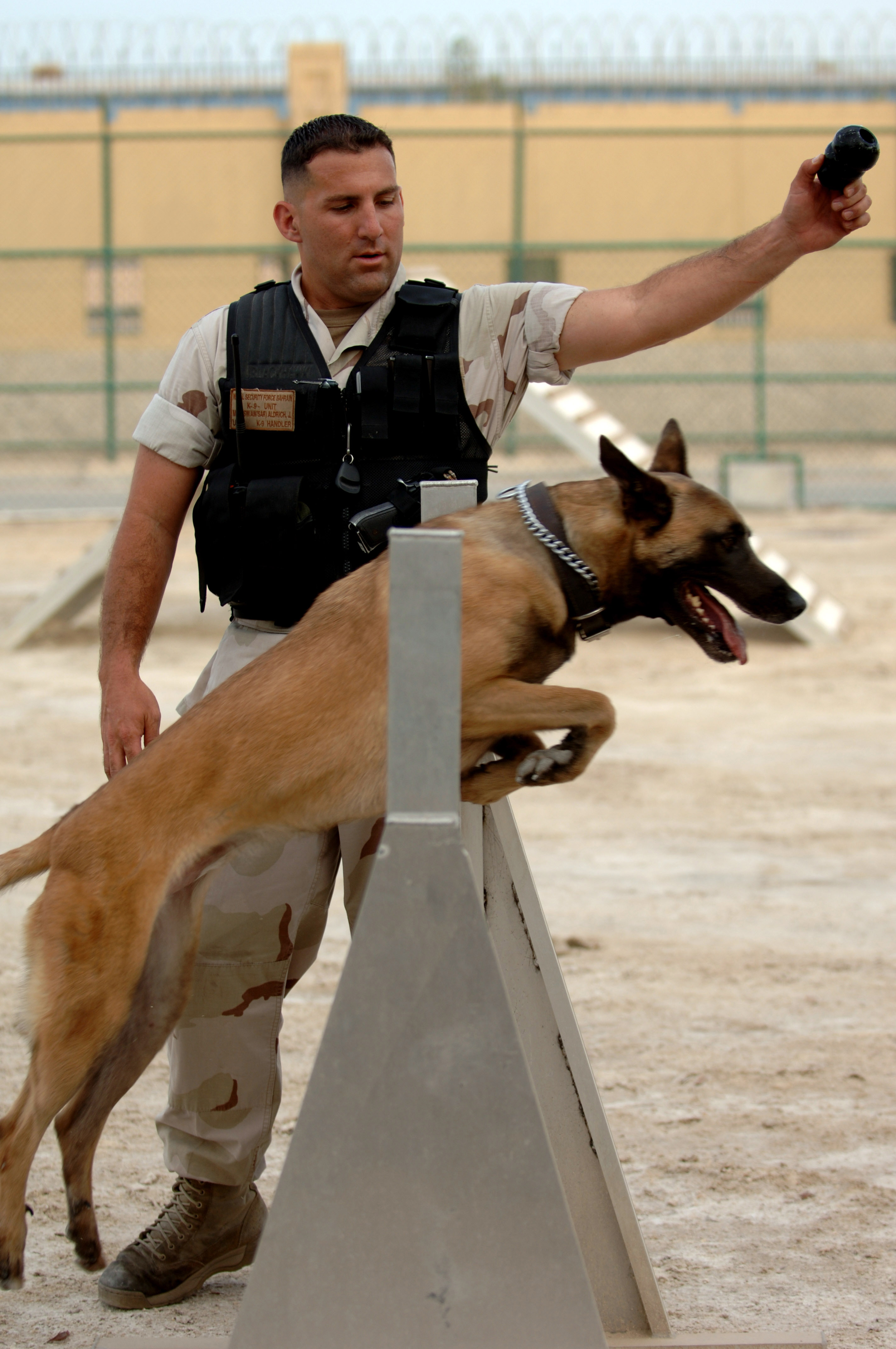
Un pastor belga (Malinois) durante un entrenamiento militar de Agility.

Los Malinois bien criados y entrenados son habitualmente activos, amigables, protectores y trabajadores. Muestran niveles de energía que se encuentran entre los más altos de todas las razas de perros; un Malinois típico tendrá la energía de un cachorro hasta la edad de tres años, aunque no es raro que presente este nivel de energía hasta la edad de cinco años. Muchos tienen un elevado instinto de presa y algunos pueden ser excesivamente exuberantes y alegres, sobre todo cuando son jóvenes. También pueden ser destructivos o desarrollar conductas neuróticas si no se les proporciona suficiente estimulación y ejercicio. Esto a menudo causa problemas a los propietarios que no están familiarizados con la raza y no están dispuestos a proporcionarles el ejercicio que requieren o un trabajo que hacer. Son perros medianos y fuertes que requieren de entrenamiento de obediencia básico, y disfrutan de ser estimulados aprendiendo nuevas tareas. Son conocidos por ser fáciles de entrenar, gracias a su alta capacidad de entendimiento.

## Defectos eliminatorios
Entre los defectos eliminatorios destacan: que sean perros agresivos o temerosos; orejas colgantes o que no se mantengan erguidas por sí solas; ausencia de cola o recortada; apariencia débil y cuerpo de forma rectangular y manchas excesivamente grandes en las patas.

## Salud
Ha habido pocas encuestas de salud acerca de las variedades de pastor belga hechas de forma individual. El Kennel Club de Reino Unido llevó a cabo una encuesta de salud en 2004, de todas las variedades o combinaciones de pastor belga.

### Mortandad
El promedio de vida de la raza pastor belga (en cualquiera de sus 4 variantes) en 2004 en Reino Unido fue de alrededor de 12,5 años. Lo que es alto tanto para perros pura raza como para perros de razas de tamaño similar. El más longevo de los 113 pastores belgas utilizados en la encuesta del Reino Unido fue de 18,2 años.
En Reino Unido, las principales causas de muerte fueron: cáncer (23 %), edad (23 %) y fallo de los órganos internos (corazón, riñones, hígado) (13 %).

### Enfermedades
Los pastores belgas padecen las enfermedades comunes de los perros en relación con aspectos reproductivos, musculoesqueléticos —displasia de cadera— y cuestiones de la piel.